# 黒宮えいみ
黒宮 えいみ（くろみや えいみ、1990年8月14日 - ）は、日本のAV女優。エスフラート所属

## 略歴・人物
東京都出身。
趣味・特技はカラオケ、ダーツ、マッサージ。
2018年9月、マキシング専属女優としてAVデビュー。
2019年より専属を離れ企画単体女優となる。

## 作品

### アダルトDVD
- 新人 黒宮えいみ ベロチュウ好き でスタイル抜群の綺麗なお姉さん（9月16日、MAXING）
- 拘束され身動きが取れない状況でビクビク痙攣イキする素直なオマ●コ（10月16日、MAXING）
- 720時間禁欲させ排卵日に久しぶりにHしたら白濁汁をダラダラ垂れ流して絶頂を繰り返す欲求不満女子。（11月16日、MAXING）
- 初めてのごっくん解禁!（12月16日、MAXING）

- 肉感タイトスーツ! デキる長身美人OLの下品な着衣SEX 〜職場に復帰した人妻OL・えいみさん〜（3月1日、Fitch）
- 偶然目撃してしまった人妻のデカ尻ピタパン無自覚誘惑に理性は崩壊!股間は膨張!いても立ってもいられず即ハメ中出し!!（3月8日、MAGIC）
- 女子大生限定 飲み会後、部屋にお持ち帰り盗撮 そして黙ってAVへ 【no.27】 年上お嬢様女子大生編（3月25日、お持ち帰り）※「えいみ」名義
- 素人妻のお悩み解消SEX 〜私、全身性感帯で困っています〜（4月13日、セレブの友）※「えいみ」名義
- 黒宮えいみコンプリートBEST4時間（4月16日、MAXING）※女優ベスト
- 隣人に犯され続けて、私は…。（4月25日、マドンナ）
- ドラレコNTR 7 車載カメラは見ていたねとられの一部始終を（5月7日、JET映像）※「黒宮」名義
- マスクドレズビアンの宴開催 第4回 覆面剥ぎレズバトル 負けたら素顔を晒し屈辱のペニバン制裁! この覆面タチレズの素顔は誰だ!? 長身アスリート女優対決編（5月23日、ROCKET）※「マスクドD」名義
- 今日も義父に玩具にされて…（5月31日、光夜蝶）
- 真面目がとりえの母さんと姉さん、僕の匂いを嗅ぐとチ●ポを弄ぶだけでは治まらず、挿入をせがむ近親相姦マニアに大変身。家族同士でこんなに変態行為にふける事はイケナイと分かっているのに勃起してしまう僕（5月31日、NON）
- 騎女で痴女の姉をM女落ちするまでやりっぱなし（5月31日、NON）
- 完全ガチ素人実録! 既婚者の間で大ブームになっている「既婚者限定合コン」を激写! 既婚者同士だからこその余裕と落ち着いた合コンに完全密着! 男性にカメラを渡してハメ撮りを依頼してみたら想像以上の酒池肉林のエロ〜い合コンが撮れました! 相手がいる既婚者同士なのに生でずっぽりハメてチ●ポを味わったあとはまさかのザーメン生中出し!?（6月14日、S級素人）※「えいみ」名義
- 【奇跡】デリヘル呼んだら地元の巨乳な友達で非常においしい思いをした件!! 4（6月14日、BAZOOKA）※「くみ」名義
- 120%リアルガチ軟派伝説 vol.73 in 名古屋（6月21日、プレステージ）※「ちひろ」名義
- ドキュメンTV×PRESTIGE PREMIUM 家まで送ってイイですか? 31（6月21日、プレステージ）※「青木」名義
- 私、脅迫されてます（6月28日、光夜蝶）
- マジックミラー号 お花見中のホロ酔い女子大生3人組や人妻3人組が巨チン男と人生初のハーレム4P体験!! 〜～花びら大回転!ハメ比べをして今春1番の気持ちいいマ○コを探しちゃいます〜（7月11日、SODクリエイト）
- パンストを脱ぎかけた女上司の無防備な後ろ姿に超勃起! ガマンできずにそのまま1発!履かせてもう1発!!（7月12日、Z-MEN）
- ガチナンパ! 川崎産直!! 巨乳女子大生ほろ酔い感度急上昇! イッても止めない猛烈ピストン 顔・口・マ○コに 合計15射精! 182イキ!（7月15日、ナンパーズ）
- 母娘強制懐妊 絶望実況配信 森本つぐみ 黒宮えいみ (10月25日、オーロラプロジェクト・アネックス)

- アヘ顔失禁しちゃうほど気持ちイイ 初めてのウーマナイザー（8月12日、RADIX）※オムニバス作品
- べろんべろんに舌を絡ませ合いお姉さんの甘い唾液飲まされながら乳首弄りとフェラチオされ続ける（8月13日、アロマ企画）※オムニバス作品
- もちもちの豊満乳房に顔埋めながらベロンベロンに乳首舐められ続ける。2（9月21日、アロマ企画）※オムニバス作品
- 美人秘書全身女体図鑑 第二号（9月28日、アロマ企画）※オムニバス作品
- 10分で2度抜き手こきサロン 4（10月19日、アロマ企画）※オムニバス作品
- ディルド大好き15人の激イキオナニー ～お気に入りのディルドで自らのマ○コを刺激し激しく腰を振る女たち!（10月26日、セレブの友）※オムニバス作品
- フェロモン先生の囁き淫語レッスン（11月9日、アロマ企画）※オムニバス作品
- アナル舐めガチ勢 黒宮えいみ（11月16日、アロマ企画）

- REQUEST 綺麗なお姉さん 黒宮えいみ（1月16日、MAXING）※女優ベスト
- ガーターベルトのふともも×腿コキ 5（3月1日、アロマ企画）※オムニバス作品

### アダルトVR
- 【Fitch肉感VR】 下半身強化専門フィットネスに入会! デカ尻インストラクターの肉弾中出し騎乗位レッスン! 佐々木あき 大浦真奈美 黒宮えいみ（2019年5月29日、Fitch）

## 出演

### テレビ
- ビ〜チ9（2018年9月、テレビ埼玉） - マンスリーゲスト
- 魚拓と成瀬のツキとスッポンぽん #211,#212（2018年9月16日,23日、パチ・スロ サイトセブンTV）